# Brazil labdarúgó-bajnokság (negyedosztály)
A Campeonato Brasileiro de Clubes da Série D (ismertebb nevén Série D) a brazil labdarúgó-bajnokságok negyedik szintje 2009 óta. Általában júliustól novemberig kerül megrendezésre. A liga 40 résztvevőjét 8 csoportra osztják és két mérkőzést játszanak egymás ellen. Minden csoport első két helyezettje továbbjut a második fordulóba, ahol szintén oda-visszavágós alapon, egyenes kieséses rendszerben folytatják tovább a küzdelmeket. Az elődöntőben részt vevő négy csapat feljut a harmadosztályú bajnokságba. Kieső csapatok nincsenek, viszont a 24 együttesnek, melyek az első fordulóban nem jutottak tovább, a CBF határozza meg részvételi jogosultságát és az alábbi kritériumoknak kell megfelelniük:

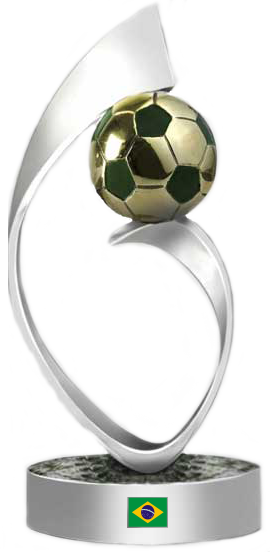
A Série D bajnoki trófeája

A Série D részt vevő csapatainak meghatározása
- A Série C-ből kiesett 4 csapat.
- A szövetségek rangsorában az első kilenc helyen szereplő államokból 2 csapat, azaz 18 együttes. Visszalépés esetén a szövetség jogosult az általa legjobbnak ítélt együttest nevezni. Ha a szövetség nem nevez további csapatot, így a megüresedett helyre a rangsor következő államának van lehetősége csapatot kijelölni.
- A fennmaradó 18 állam, a legjobb teljesítménnyel rendelkező csapatát nevezheti be, melyek nem szerepelnek valamelyik országos (Série A, Série B, Série C) bajnokság küzdelmeiben.

| Série C kiesői               | 4  |
| Legerősebb 9 állam 2 csapata | 18 |
| 18 állam 1 résztvevője       | 18 |
| Összesen                     | 40 |

## Története
2009-ben, a CBF megosztotta az addig 64 csapattal rendelkező harmadosztályú bajnokságot és létre hozta az országos negyedik vonalat, amely 40 csapatot vonultat fel minden évben. A bajnoki rendszer eddig szinte minden szezonban másképp működött, de a fent említett kritériumokon nagy valószínűséggel nem változtatnak a jövőben.

## A 2015-ös szezon résztvevői
| Csapat              | Város                | Állam | Stadion                  | Férőhely |
| ------------------- | -------------------- | ----- | ------------------------ | -------- |
| Aparecidense        | Aparecida de Goiânia | GO    | Annibal Batista          | 4 800    |
| Botafogo (SP)       | Ribeirão Preto       | SP    | Santa Cruz               | 29 292   |
| Caldense            | Poços de Caldas      | MG    | Ronaldão                 | 10 000   |
| Campinense          | Campina Grande       | PB    | Amigão                   | 19 000   |
| Central             | Caruaru              | PE    | Lacerdão                 | 19 548   |
| CRAC                | Catalão              | GO    | Genervino da Fonseca     | 8 534    |
| Colo Colo           | Ilhéus               | BA    | Mário Pessoa             | 10 000   |
| Comercial (MS)      | Campo Grande         | MS    | Moreninhas               | 4 500    |
| Coruripe            | Coruripe             | AL    | Gerson Amaral            | 7 000    |
| Duque de Caxias     | Duque de Caxias      | RJ    | Marrentão                | 7 000    |
| Estanciano          | Estância             | SE    | Francão                  | 8 000    |
| Foz do Iguaçu       | Foz do Iguaçu        | PR    | ABC                      | 12 565   |
| Gama                | Gama                 | DF    | Bezerrão                 | 20 000   |
| Globo               | Ceará-Mirim          | RN    | Barretão                 | 10 068   |
| Goianésia           | Goianésia            | GO    | Valdeir José de Oliveira | 3 300    |
| Guarani de Juazeiro | Juazeiro do Norte    | CE    | Romeirão                 | 15 000   |
| Imperatriz          | Imperatriz           | MA    | Frei Epifânio            | 12 000   |
| Inter de Lages      | Lages                | SC    | Vidal Ramos Júnior       | 7 620    |
| Interporto          | Porto Nacional       | TO    | General Sampaio          | 2 000    |
| Jacuipense          | Riachão do Jacuípe   | BA    | Valfredão                | 5 000    |
| Lajeadense          | Lajeado              | RS    | Alviazul                 | 7 000    |
| Metropolitano       | Blumenau             | SC    | Monumental do Sesi       | 6 000    |
| Nacional (AM)       | Manaus               | AM    | Colina                   | 10 000   |
| Náutico (RR)        | Caracaraí            | RR    | Ribeirão                 | 3 000    |
| Operário (MT)       | Várzea Grande        | MT    | Dutrinha                 | 7 000    |
| Operário (PR)       | Ponta Grossa         | PR    | Germano Krüger           | 8 620    |
| Red Bull Brasil     | Campinas             | SP    | Moisés Lucarelli         | 17 728   |
| Remo                | Belém                | PA    | Baenão                   | 20 000   |
| Resende             | Resende              | RJ    | Municipal de Resende     | 9 500    |
| Rio Branco (AC)     | Rio Branco           | AC    | Arena da Floresta        | 13 700   |
| Rio Branco (ES)     | Vitória              | ES    | Kléber Andrade           | 21 152   |
| Ríver (PI)          | Teresina             | PI    | Albertão                 | 44 200   |
| Santos (AP)         | Macapá               | AP    | Zerão                    | 13 680   |
| São Caetano         | São Caetano do Sul   | SP    | Anacleto Campanella      | 16 744   |
| Serra Talhada       | Serra Talhada        | PE    | Pereirão                 | 5 000    |
| Treze               | Campina Grande       | PB    | Presidente Vargas        | 15 000   |
| Villa Nova          | Nova Lima            | MG    | Castor Cifuentes         | 5 160    |
| Vilhena             | Vilhena              | RO    | Portal da Amazônia       | 7 000    |
| Volta Redonda       | Volta Redonda        | RJ    | Raulino de Oliveira      | 21 000   |
| Ypiranga (RS)       | Erechim              | RS    | Colosso da Lagoa         | 30 000   |

## Az eddigi győztesek
| Klub              | Állam | Bajnoki cím |
| ----------------- | ----- | ----------- |
| Ferroviário (CE)  | CE    | 1 (2018)    |
| Operário (PR)     | PR    | 1 (2017)    |
| Volta Redonda     | RJ    | 1 (2016)    |
| Botafogo (SP)     | SP    | 1 (2015)    |
| Tombense          | MG    | 1 (2014)    |
| Botafogo (PB)     | PB    | 1 (2013)    |
| Sampaio Corrêa    | MA    | 1 (2012)    |
| Tupi              | MG    | 1 (2011)    |
| Guarany de Sobral | CE    | 1 (2010)    |
| São Raimundo (PA) | PA    | 1 (2009)    |